# Camarosporium ribis
Camarosporium ribis är en svampart som beskrevs av Briard 1888. Camarosporium ribis ingår i släktet Camarosporium, ordningen Botryosphaeriales, klassen Dothideomycetes, divisionen sporsäcksvampar och riket svampar.   Inga underarter finns listade i Catalogue of Life.